# فريدريك أير
فريدريك أير (بالإنجليزية: Frederick Ayer) هو شخصية أعمال أمريكي، ولد في 8 ديسمبر 1822 في ليديارد في الولايات المتحدة، وتوفي في 14 مارس 1918 في توماسفيل في الولايات المتحدة.